# Hramotne
Hramotne (ukr. Грамотне) – wieś na Ukrainie w rejonie wierchowińskim obwodu iwanofrankiwskiego.